# Chiến dịch diệt chim sẻ

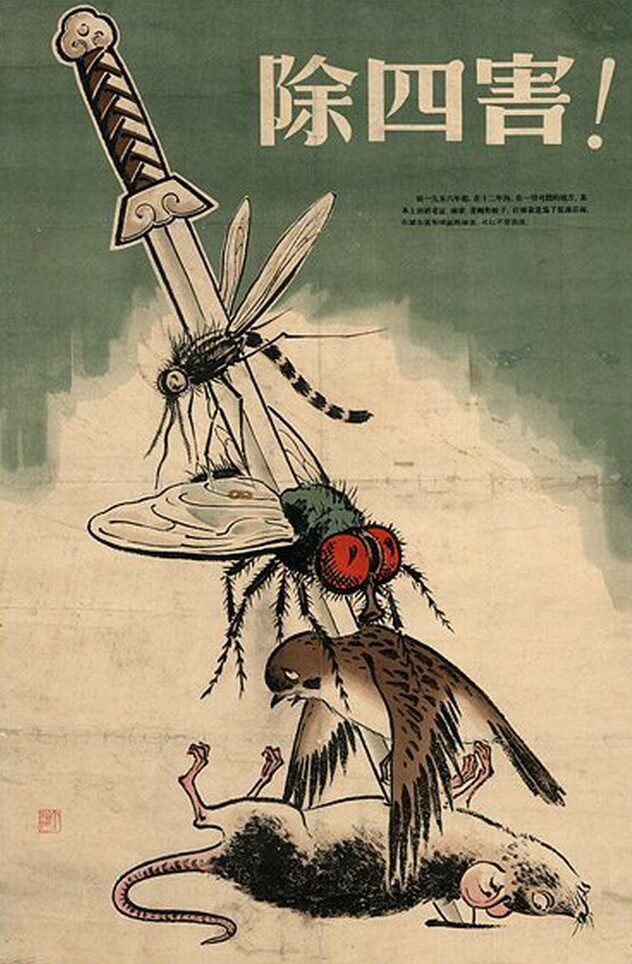
Bích chương của chiến dịch diệt chim sẻ

Chiến dịch diệt chim sẻ (tiếng Trung Quốc: 打麻雀运动, Đả ma tước vận động) là một trong những hành động đầu tiên trong kế hoạch Đại nhảy vọt của Cộng hòa Nhân dân Trung Hoa từ năm 1958 đến năm 1962. Bốn loài vật cần bị diệt trừ đó là: chuột, ruồi, muỗi, và chim sẻ. Mao có tham vọng nâng cao sản lượng lương thực của Trung Quốc bằng cách diệt các loài vật gây hại và tập thể hóa nông nghiệp, để Trung Quốc mau chóng bắt kịp phương Tây và Liên Xô.

## Chiến dịch

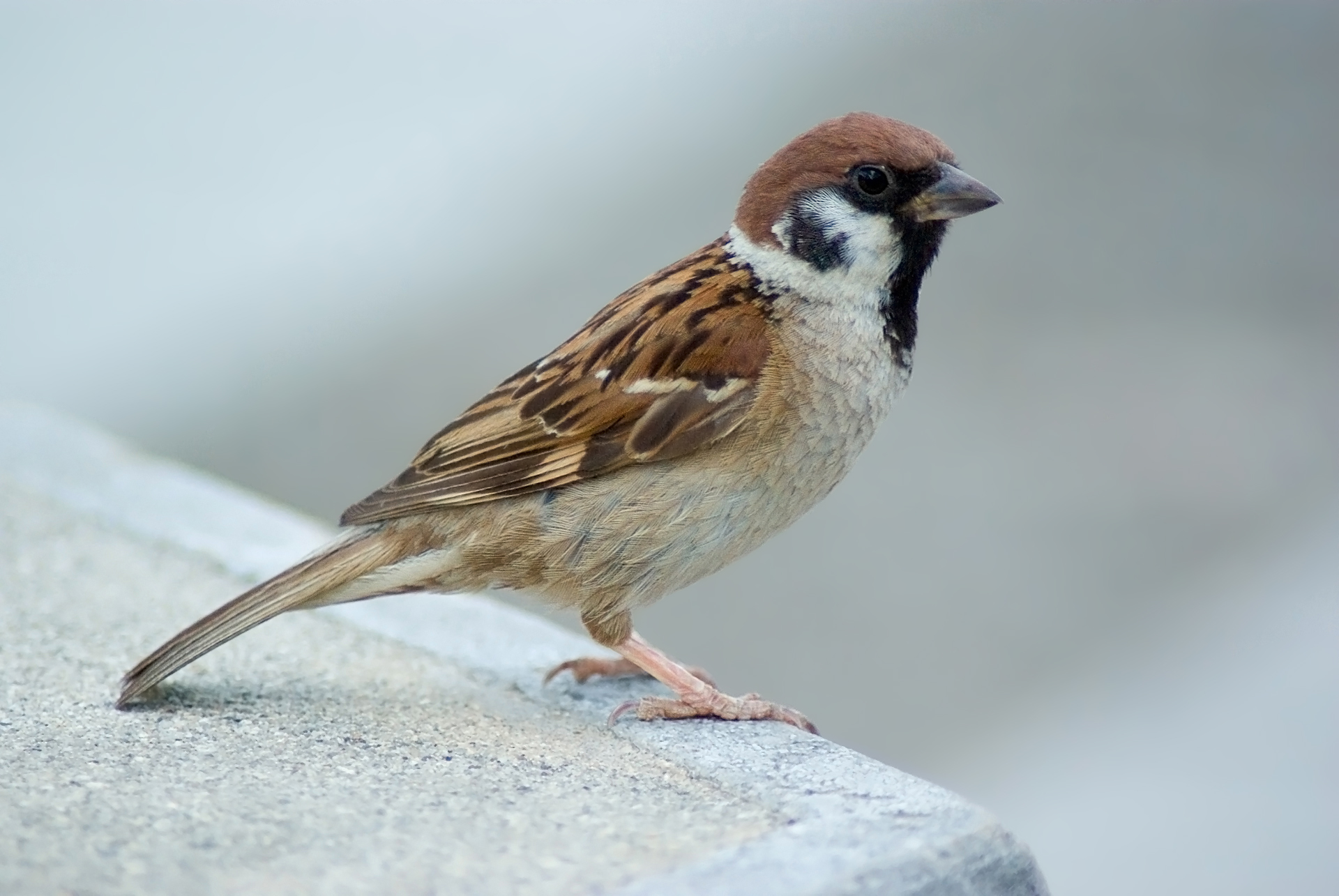
Chim sẻ bị nông dân giết và đã gây ra một sự mất cân bằng sinh thái lớn đối với môi trường

Mùa thu năm 1956, những người tham gia hội nghị lần thứ 2 của Hiệp hội Động vật học Trung Quốc cho rằng các loài chim là thủ phạm gây ra nạn thiếu hụt lương thực. Các nhà khoa học ước tính có 2,5 tỷ con chim sẻ ở Trung Quốc, mỗi con ăn 2,5 kg ngũ cốc hằng năm. Như vậy, mỗi năm chúng đã ăn mất một lượng lương thực đủ để nuôi sống 35 triệu người. Thứ trưởng Bộ Giáo dục Zhou Jian, một nhà sinh vật học, tin tưởng rằng vấn đề lương thực có thể được giải quyết bằng cách loại bỏ chim sẻ. Tuy nhiên vào năm 1957, nhà điểu học Cheng Tso-sin đã công bố bài báo "Về thức ăn của chim sẻ" khẳng định rằng chim sẻ có lợi cho nông nghiệp vì thời gian chim sẻ ấp trứng và nuôi con trùng với mùa sinh trưởng và thu hoạch lúa nên chúng tiêu diệt rất nhiều côn trùng gây hại. Hơn nữa, các giống chim sống trong thành phố và rừng rậm hoàn toàn không gây ra thiệt hại cho mùa màng. Mao Trạch Đông tin tưởng Zhou Jian vì có nhiều nhà khoa học khác ủng hộ ông ta do không muốn gặp rắc rối.
Chiến dịch được Mao Trạch Đông, chủ tịch Cộng hòa Nhân dân Trung Hoa phát động ngày 18/3/1958. Chim sẻ bị liệt vào trong danh sách vì chúng ăn hạt thóc, gây thiệt hại cho nông nghiệp. Theo quyết định thì nông dân Trung Quốc cần đập gõ nồi niêu để xua đuổi chim sẻ. Ổ chim sẻ bị phá, trứng bị đập vỡ, chim non trong tổ bị giết hết. Toàn dân Trung Quốc được huy động để diệt chim sẻ.
Mùa vụ năm 1958 khá hơn năm trước vì không còn chim sẻ, nhưng họ đã quên đi một sự thật là chim sẻ ăn châu chấu. Sang năm 1959, châu chấu tràn ngập vùng quê đã tàn phá mùa màng, cùng với việc tập thể hóa ruộng đất ở nông thôn khiến nông dân mất đi động lực sản xuất đã góp phần tạo ra Nạn đói lớn ở Trung Quốc. Tháng tư năm 1960 Viện Hàn lâm Khoa học Quốc gia Hoa Kỳ (United States National Academy of Sciences) nêu lên vấn đề là chim sẻ ăn côn trùng nhiều hơn là ăn hạt thóc. Mao Trạch Đông sau đó ra lệnh ngưng diệt chim sẻ. Vào lúc đó thì đã quá trễ vì số lượng châu chấu đã bùng nổ ngoài tầm kiểm soát. Có đến 30 triệu người chết đói trong vòng 7 năm sau đó. Mao Trạch Đông đã sửa sai bằng cách nhập khẩu chim sẻ từ Liên Xô và Canada. Vài năm sau đó, số lượng chim sẻ tại Trung Quốc phục hồi như cũ.

## Chiến dịch sống lại
Ngày 19 tháng 6 năm 1998, một bích chương ở Đại học Nông nghiệp Tây Nam tại Trùng Khánh có dòng chữ như sau: "Hãy diệt bốn loài vật gây hại". Có đến 95% hộ gia đình được lệnh tiêu diệt các con vật gây hại tương tự. Tuy nhiên, lần này gián được thay thế cho chim sẻ trong danh sách bốn con vật gây hại cần phải diệt. Một chiến dịch tương tự cũng được thấy vào mùa xuân năm 1998 tại Bắc Kinh. Lần này thì không ai đáp lời kêu gọi cho loại chiến dịch kiểu đó.

## Văn hóa bình dân
- Every Red Heart Shines Toward the Red Sun, một đĩa nhạc dựa vào sự kiện nói trên của ban nhạc Red Sparowes, một ban nhạc post-rock.